# 손석두
손석두(孫錫斗, 1911년 1월 24일 전남 장흥 ~ 1976년 4월 4일)는 제3,4대 민의원의원을 지낸 대한민국의 정치인이다.

## 약력
- 중동학교 졸업
- 보성전문학교 졸업
- 대한독립촉성국민회 장흥군 지부장
- 대한청년단 장흥군 단장
- 북진통일투쟁위원회 장흥군 위원장
- 자유당 전남도당 집행위원

## 역대 선거 결과
|  | 6.94% |

|  | 37.96% |

|  | 55.82% |

|  | 10.09% |